# Спахиу, Себастьян
Себастьян Спахиу (алб. Sebastjan Spahiu; род. 30 октября 1999, Мускрон, Бельгия) — албанский футболист, полузащитник иранского клуба «Мес» и национальной сборной Албании.

## Ранняя жизнь
Себастьян Спахиу родился в Мускроне, Бельгия. Его родители являются уроженцами албанского города Шкодера.

## Клубная карьера
Себастьян Спахиу забил свой первый гол 18 мая 2018 года в матче против «Ауд-Хеверле Лёвен». 14 января 2020 года он покинул «Мускрон-Перювельз» после расторжения контракта.
Он оставался свободным агентом до 5 августа 2020 года, когда он присоединился к клубу Второго дивизиона Королевской испанской футбольной федерации «Гихуэло». Сыграв всего 14 минут игрового времени за «Гихуэло», Спахиу был отдан в аренду в «Исарру» на оставшуюся часть сезона.
В январе 2022 года он присоединился к албанскому клубу «Лачи», выступающем в Албанской Суперлиге. После непродолжительного пребывания в составе албанского клуба «Эгнатия» он покинул клуб в качестве свободного агента в июле 2024 года.
В августе 2024 года он перешёл в иранский клуб «Мес», заключив однолетний контракт. 20 сентября 2024 года дебютировал в Иранской Про-лиге в матче против «Гохара», завершившемся вничью счётом 0:0.

## Карьера за сборную
6 июня 2018 года Спахиу дебютировал за сборную Албании до 21 года в матче против Беларуси.
Спахиу был вызван во взрослую сборную Албании в сентябре 2024 года. Впоследствии дебютировал 10 сентября 2024 года в матче Лиги наций против сборной Грузии, выйдя на 73-й минуте вместо Ясира Асани. Матч состоялся на Арене Комбетаре и окончился победой в пользу сборной Грузии (1:0).

## Награды

### Эгнатия
- Кубок Албании: 2023/24